# Pherbellia obscura
Pherbellia obscura är en tvåvingeart som först beskrevs av Ringdahl 1948.  Pherbellia obscura ingår i släktet Pherbellia och familjen kärrflugor. Arten är reproducerande i Sverige. Inga underarter finns listade i Catalogue of Life.